# Главный строитель флота
Главный строитель флота (англ. Director of Naval Construction) — принятое в русскоязычной литературе наименование должности Директора военно-морского строительства, существовавшей в Королевском военно-морском флоте Великобритании с 1860 по 1966 годы. Должность Главного строителя флота относилась к гражданской службе Британского Адмиралтейства, занимающее её лицо было старшим членом Королевского корпуса морских инженеров-конструкторов. Члены этого корпуса были ответственны за проектирование и строительство боевых кораблей, независимо от того, на каких верфях они строились, частных или казённых. На протяжении более чем ста лет существования этой должности её занимали ведущие кораблестроители Великобритании.

## Главные строители флота
- Айзек Уотс (1860—1863)
- Эдвард Джеймс Рид (1863—1870)
- Натаниэль Барнаби (1870—1885)
- Уильям Генри Уайт (1885—1902)
- Филип Уотс (1902—1912)
- Юстас Теннисон д’Эйнкуорт[англ.] (1912—1924)
- Уильям Берри (1924—1930)
- Артур Джонс[англ.] (1930—1936)
- Стэнли Гудолл (1936—1944)
- Чарльз Лилликрэп (1944—1951)
- Виктор Шеппард (1951—1966)